# ペンローズ過程
ペンローズ過程（ペンローズかてい、英語：Penrose process、ペンローズ機構・ペンローズ・メカニズム（Penrose mechanism）とも）は、ロジャー・ペンローズにより提唱された、自転するブラックホールからエネルギーを取り出す過程。キップ・ソーンは、この過程をごみ問題とエネルギー問題を一挙に解決する手法と提案したが、現段階では思考実験でしかない。

## 概要
1969年ペンローズは、自転するブラックホールに工夫をしてゴミを投棄すると電力を得られるという論文を発表した。これは、ゴミを容器に入れ、自転するブラックホールのエルゴ球と事象の地平線の間に投入し、ゴミをブラックホールに捨てて容器のみを回収すると、質量とエネルギーの等価性によって「ゴミの質量＋ブラックホールの減少した質量」に相当するエネルギーが容器を加速させているため、ここから発電が可能というものであった。
エルゴ球とは、内部の粒子が回転する時空により不可避的に加速されるカー時空における領域であり、その内側ではロケットの噴射などのいかなるエネルギーを用いても物体は静止状態にはいられない。このため、その外側の境界は「静止限界(static limit)」と呼ばれる。これは、ブラックホールの自転に時空が影響を受けているためである（「慣性系の引き摺り」または「時空の引き摺り」という）。ここにゴミを入れた容器を投入し、容器は無限遠まで脱出できるだけの運動量を保ち、放ったゴミが事象の地平線の向こうへと落ちるようにすると、容器はもともとエルゴ球内に入った時よりも多くのエネルギーを持つ場合がある。この過程の結果をまとめると、ブラックホールは角運動量を失い、この角運動量に対応するエネルギーがブラックホールから取り出されたことになる。
ペンローズ過程は、ブラックホール熱力学に従う。この法則の帰結として、このプロセスを何回も繰り返したならば、ブラックホールは最終的には角運動量を全て失い、自転を止めることが導ける。デメトリオス・クリストドゥールーの計算により、ペンローズ過程により取り出せるエネルギーの上限が算出されている。

## エルゴ球の詳細
エルゴ球の外側の境界面はエルゴ面（静止限界）と呼ばれ、この面上では時空の引き摺りによって、ブラックホールの自転方向と逆方向に進む光が、外部の観測者にとって静止する（光は実際に止まっているわけではない。これは、そこでの時間の進みがゼロになるように見えることと同義）。質量を持つ粒子は必ず光速度未満で運動しなければならないので、無限遠にいる静止した観測者から見て、質量を持つ粒子は必ず回転して見える。時空の引き摺りをフォークが刺さったシーツに喩えると、フォークが回転するにつれシーツは引き摺られて回転する。つまり、中心部分の回転が外側に伝わり、広範囲の歪みを発生させるのである。エルゴ面の内側にある事象の地平線と静止境界との隙間部分をエルゴ球と言う。
このエルゴ球の内部では、時間は角度になり角度は時間になるという時間と角座標の意味が逆転する。なぜならば、時間的座標は単一の方向しか持たず、そしてブラックホールと共に回っている粒子は単一方向にしか回転できないからである。この奇妙な座標交換のために、無限遠の観測者からみれば、粒子のエネルギーは正とも負とも考えることができる。
粒子Aがカー・ブラックホールのエルゴ球に入り、粒子BとCに分裂したのち、粒子Bがエルゴ球を脱する場合、エネルギー保存則が負エネルギー領域に対しても成り立つと仮定するとCのエネルギーが負になるため、結果としてBのエネルギーはもともとAが持っていたエネルギーよりも大きくなる。
このようにして、自転エネルギーがブラックホールから取り出され、ブラックホールの自転は遅くなる。取り出されるエネルギーが最大となるのは、分裂が事象の地平線のぎりぎり外で起り、粒子Cが可能な限り速く逆方向に回転する場合である。
逆のプロセスを考えると、粒子が分裂せず、ブラックホールに粒子の全角運動量を与えることによって、ブラックホールの自転速度が上がるということも有り得る。
ペンローズ過程をもちいれば、進んだ文明によってならば、ブラックホールの周りに固定構造を作り、その上に都市を築いてエネルギーを利用することが出来るかもしれないという推測ができる。廃棄物をのせたシャトルをブラックホールに向けて飛し、エルゴ球で廃棄物を放出し、シャトルはエネルギーを得て都市に戻って、得られたエネルギーを利用すればブラックホールのエネルギーを利用することができる（しかし、この推測では実際にはどうやってシャトルがエネルギーを得るのか示されていない）。